# Francisco Cobo Romero
Francisco Cobo Romero (Mancha Real, Jaén, 1961). Historiador andalús.
És catedràtic d'Història Contemporània de la Universitat de Granada. Ha estat investigador i professor visitant a la Universitat de Londres, a l'École des Hautes Études en Sciences Sociales de París i a la Universitat de Florència. La seva recerca ha girat sobre l'estudi del comportament de l'agricultura andalusa durant els primers cinquanta anys del segle xx, dedicant esment a l'evolució de la societat rural andalusa en el temps comprès entre 1900 i el final de la primera etapa del règim franquista. Aquesta anàlisi l'ha contextualitzada en el marc de la crisi econòmica posterior a l'acabament de la Primera Guerra Mundial i l'ha feta amb una mirada comparada que té en compte el que va passar en el conjunt d'Europa. També s'ha interessat pel procés de politització de la pagesia andalusa, el sindicalisme agrari i les posicions de les forces polítiques sobre la qüestió agrària, les repercussions de la Guerra Civil i la repressió franquista sobre les classes populars.
És coautor, amb Teresa María Ortega, de "Franquismo y posguerra en Andalucía oriental: represión, castigo a los vencidos y apoyos sociales al régimen franquista, 1939-1950." (2005). Entre les seves publicacions hi ha "Labradores, campesinos y jornaleros. Protesta social y diferenciación interna del campesinado jiennense, 1931-1936." (1992); "Conflicto rural y violencia política. El largo camino hacia la dictadura. Jaén, 1917-1950." (1998); "La Guerra Civil y la represión franquista en la provincia de Jaén, 1936-1950." (1994); "De campesinos a electores. Modernización agraria en Andalucía, politización campesina y derechización de los pequeños propietarios y arrendatarios." (2003), "Revolución campesina y contrarrevolución franquista en Andalucía." (2004), "El sindicalismo agrario socialista durante la Segunda República y la Guerra Civil, 1930-1939." (2007) i "La tierra para quien la trabaja. Los Comunistas, la sociedad rural andaluza y la conquista de la democracia (1956-1983)." (2016), amb María Candelaria Fuentes Navarro.
Amb un abast més general i en una perspectiva europea comparada ha publicat "¿Fascismo o democracia? Campesinado y política en la crisis del liberalismo europeo, 1870-1939." (2012), "Las grandes dictaduras europeas del siglo XX." (2018) i "La República en los pueblos. Conflicto, radicalización y exclusión en la vida política local durante la Segunda República española (1931-1936)." (2021), amb Francisco de Paula Garrido.
El 1991 va rebre el premi de recerca Díaz del Moral, lliurat per l'Ajuntament de Córdova. És membre del Seminari d'Història Agrària de l'Associació d'Història Contemporània i de l'Associació d'Història Actual. El seu projecte de recerca és l'anomenat "Crisi del franquisme. Construcció identitària i transició a la democràcia a l'Alta Andalusia (1959-1979)." Ha col·laborat a revistes com Ayer, Historia Social i Historia Agrària.